# Intercity Berlijn
De Intercity Berlijn (IC Berlijn) is de in Nederland gebruikelijke naam voor de intercitytrein Amsterdam - Berlijn of IC-Linie 77 van NS International en DB Fernverkehr.

## Geschiedenis
De treindienst is een verlenging van de reeds lang bestaande D-treinverbinding Amsterdam – Hannover Hbf / Braunschweig Hbf die na de 'Val van de muur' in de dienstregeling 1991 naar Berlijn werd doorgetrokken. De trein is daarnaast een gedeeltelijke voortzetting van de in 1993 opgeheven Moskou Expres. Tot 1976 vond in Hengelo een locwissel plaats en werd vanaf dat station gereden met een stoomlocomotief van de toenmalige Deutsche Bundesbahn.
Sinds de elektrificatie van het traject Oldenzaal – Bad Bentheim in 1976 vindt de locwissel in Bad Bentheim plaats, waar ook de spanningsscheiding is tussen de 1500 volt gelijkspanning van het Nederlandse en de 15.000 volt 16,7 Hz wisselspanning van het Duitse net. De trein bestond altijd uit Duitse rijtuigen, maar in sommige jaren reden er in bepaalde treinen Nederlandse rijtuigen ter versterking mee tot Bad Bentheim.
Na 1991 werden aanvankelijk ook nieuw gebouwde rijtuigen van de Deutsche Reichsbahn ingezet (uit Oost-Duitsland).
Vanaf 1994 reed de treindienst (in de Duitse classificatie) als Interregio 16; in Nederland was dit treinserie 2200/2300. De afzonderlijke treinen (een slag Berlijn – Amsterdam – Berlijn) hadden de namen IJsselmeer, Emsland, Amstelland, Wesertal en Havelsee. Enkele vroege of late treinen begonnen of eindigden in Hengelo of Bad Bentheim, deze treinen reden tot 1994 als treinserie 2500. Vanaf de dienstregeling 1996/1997 werd er niet meer vanaf Hoofddorp, maar vanaf Schiphol, via Amsterdam CS naar Berlijn vertrokken. Voor alle Interregio's werden totaal gerenoveerde West-Duitse D-treinrijtuigen ingezet met een nieuw ontworpen interieur. In december 2002 werd InterRegio 2300 opgewaardeerd tot InterCity, treinserie 140. (Door de ingebruikname van de ICE 3 voor de hsl Keulen-Frankfurt in 2002 kwamen Duitse IC-rijtuigen vrij. De trein-categorie Interregio werd in dat jaar in Duitsland ook helemaal opgeheven.) Vanaf de dienstregeling 2007 werd de treindienst geïntegreerd in het Nederlandse intercitynetwerk en verving eens per 4 uur de intercity tussen Schiphol en Enschede. Daarbij werd niet meer via Amsterdam Centraal gereden, maar via de Zuidtak. Sommige treinen hadden een afwijkende bestemming, zo werd vanaf 2002 tot 2005 een keer per dag van en naar Leipzig Hbf gereden en vanaf 2005 tot 2010 een keer per dag naar Szczecin Główny. Vanaf de dienstregeling 2009 is de dienstregeling uitgebreid tot een twee-uursdienst.
De treinen beginnen en eindigen in Duitsland op Berlin Ostbahnhof. Met het gereedkomen van het nieuwe Berlin Hauptbahnhof wordt daar gehalteerd in plaats van op station Berlin Zoologischer Garten. Met de dienstregeling 2013 is het begin- en eindpunt in Nederland weer naar Amsterdam Centraal verplaatst, waardoor er weer een directe verbinding met het centrum van beide hoofdsteden is en de stations Schiphol, Amsterdam Zuid en Duivendrecht hun internationale aansluiting met Duitsland verloren. Bij incidenten kan tussen Deventer en Amsterdam omgereden worden via IJssellijn, Zwolle en Hanzelijn.
Door een dijkdoorbraak op 10 juni 2013 bij de Elbebrücke bij Stendal, was het volledige treinverkeer rond de Elbebrücke stilgelegd. Door de daaropvolgende overstroming is er veel schade aangericht aan de brug en het omringende spoor. Door deze schade reed de intercity niet verder dan Hannover Hbf. Dit was met uitzondering van de treinen 140, 147 en 148, die vanaf Stendal een andere route hadden en niet stopten in Berlin-Spandau. Reizigers tussen Hannover en Berlijn moesten omreizen via  Magdeburg. Vanaf 4 november 2013 is de route via Wolfsburg en Stendal hersteld.
Met ingang van de dienstregeling 2015 is er op maandag t/m zaterdag een vroege trein van Amsterdam (vertrek rond 5 uur 's morgens) naar Berlijn bij gekomen. Deze is ten koste gegaan van de laatste verbinding naar Bad Bentheim die rond 19 uur vertrok. Op werkdagen vertrekt er wel een binnenlandse NS Intercity richting Hengelo om 19 uur, deze houdt dezelfde aankomst- en vertrektijden aan als de IC Berlijn. Door werkzaamheden in Berlijn was tussen 29 augustus en 12 december 2015 het oostelijke eindpunt tijdelijk verlegd naar station Berlin Südkreuz.

### Locomotiefwissel (tot december 2023)
De tractie wordt door de beide bedrijven op het eigen netwerk uitgevoerd, de locomotiefwissel vond plaats in Bad Bentheim. De NS maakte in de regel gebruik van locomotieven uit de 1700-serie of Vectron-locomotieven. Indien nodig werd gebruikgemaakt van de Traxx-locomotieven 186.148 en 149, wat sinds eind 2017 niet meer gebeurde omdat die nodig waren voor de binnenlandse IC-Direct-dienst.
Bij problemen met het materieel, bijvoorbeeld wanneer de klimaatbeheersing van de Duitse Intercity-rijtuigen defect is, werd de treindienst op het Nederlandse traject incidenteel verzorgd met ICM en moesten doorgaande reizigers in Bad Bentheim overstappen. De DB Fernverkehr maakte in de regel gebruik van een locomotief van de Baureihe 101, sporadisch werden ook locomotieven van de Baureihe 120 ingezet.

## Huidige situatie
Vanaf eind 2023 is de reistijd met een half uur verkort en stopt de trein niet meer in Almelo, Bad Oeynhausen, Wolfsburg en Stendal. De NS huurt daarvoor snellere Vectron-locomotieven. Met de inzet van deze Vectron-locomotieven kwam de loc-wissel in Bad Bentheim te vervallen en gingen de laatste NS 1700-lokomotieven uit dienst.
De treindienst wordt gezamenlijk door NS International en DB Fernverkehr geëxploiteerd. De treinen bestaan uit Intercity-rijtuigen DB-BER9-9 van de Deutsche Bahn met een NS-Vectron locomotief. In de regel zijn er zeven rijtuigen tweede klasse en aan een van de uiteinden twee eerste klasse rijtuigen. Het BordBistro rijtuig rijdt sinds december 2023 niet meer mee., en werd vervangen door een snackpoint dat op zijn beurt verdween in februari 2025. De rijtuigen eerste klas zijn ingedeeld in coupés met zes zitplaatsen, met als bijzonderheid dat reizigers niet alleen hun individuele lampje kunnen bedienen, maar ook (in overleg) de algemene verlichting.

### Dienstregeling
| Serie         | Treinsoort                                    | Route | Bijzonderheden                             |
| ------------- | --------------------------------------------- | --- | ------------------------------------------ |
| 140/240 IC 77 | Intercity (NS International / DB Fernverkehr) | Amsterdam Centraal – Hilversum – Amersfoort Centraal – Apeldoorn – Deventer – Hengelo – Bad Bentheim – Rheine – Osnabrück Hbf – Bünde (Westf) – Hannover Hbf – Berlin-Spandau – Berlin Hbf – Berlin Ostbahnhof | Stopt niet in Almelo. Rijdt elke twee uur. |

De trein rijdt zes keer per dag direct tussen Amsterdam en Berlijn v.v. en doet er iets minder dan zes uur over. De eerste trein vertrekt 's ochtends rond zes uur vanuit beide steden. In de ochtend rijdt er nog een trein vanaf Hannover naar Amsterdam en 's avonds rijdt er nog een extra trein van Amsterdam tot Hannover.

## Toekomst
Vanaf het najaar van 2025 wordt op deze verbinding de ICE 3neo ingezet in afwachting van de komst van Talgo ICE L-rijtuigen van DB Fernverkehr, die op hogesnelheidslijnen 230 km/u kunnen rijden.

## Galerij

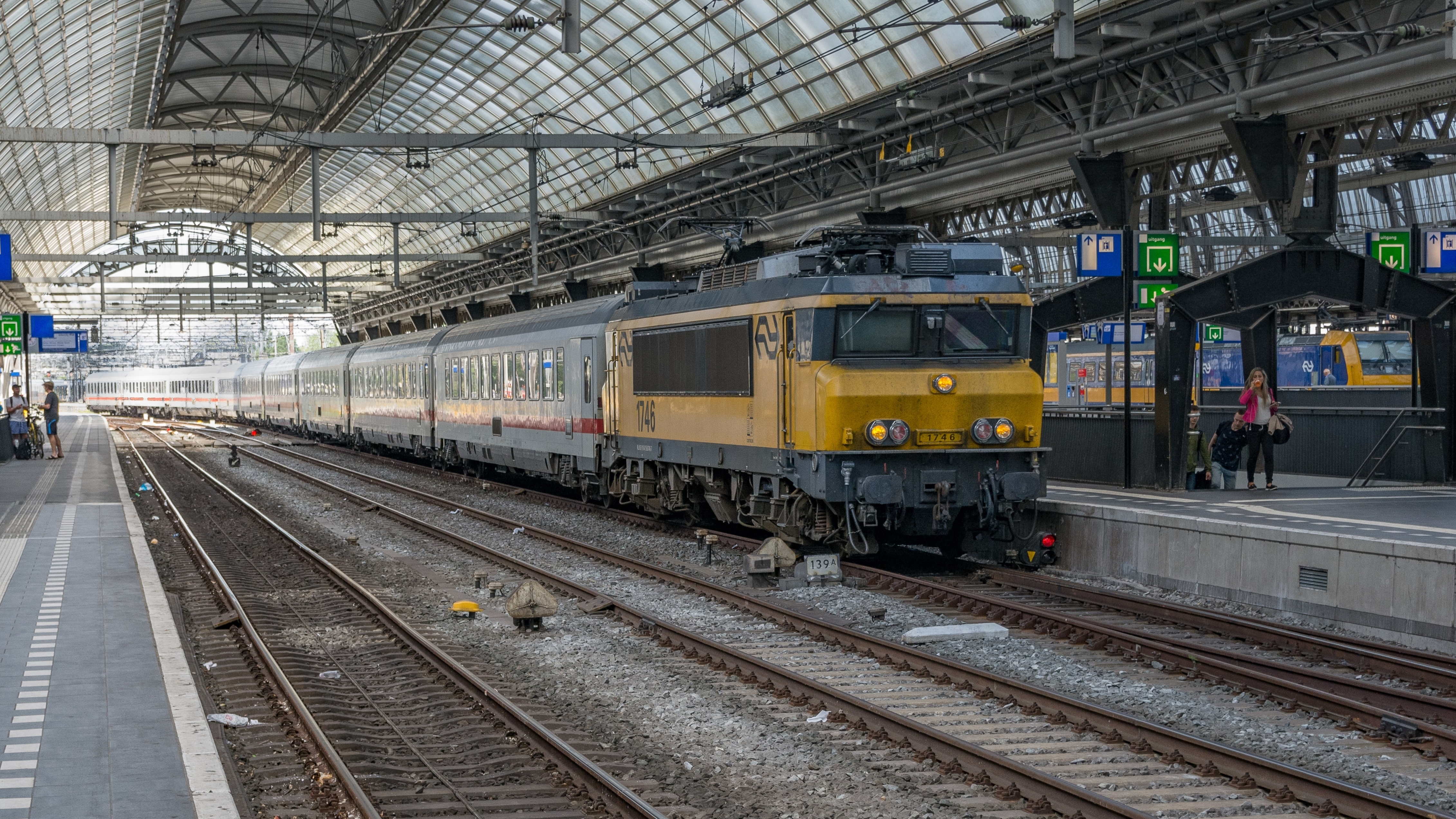
IC Berlijn (IC 147) in Amsterdam Centraal in 2017.
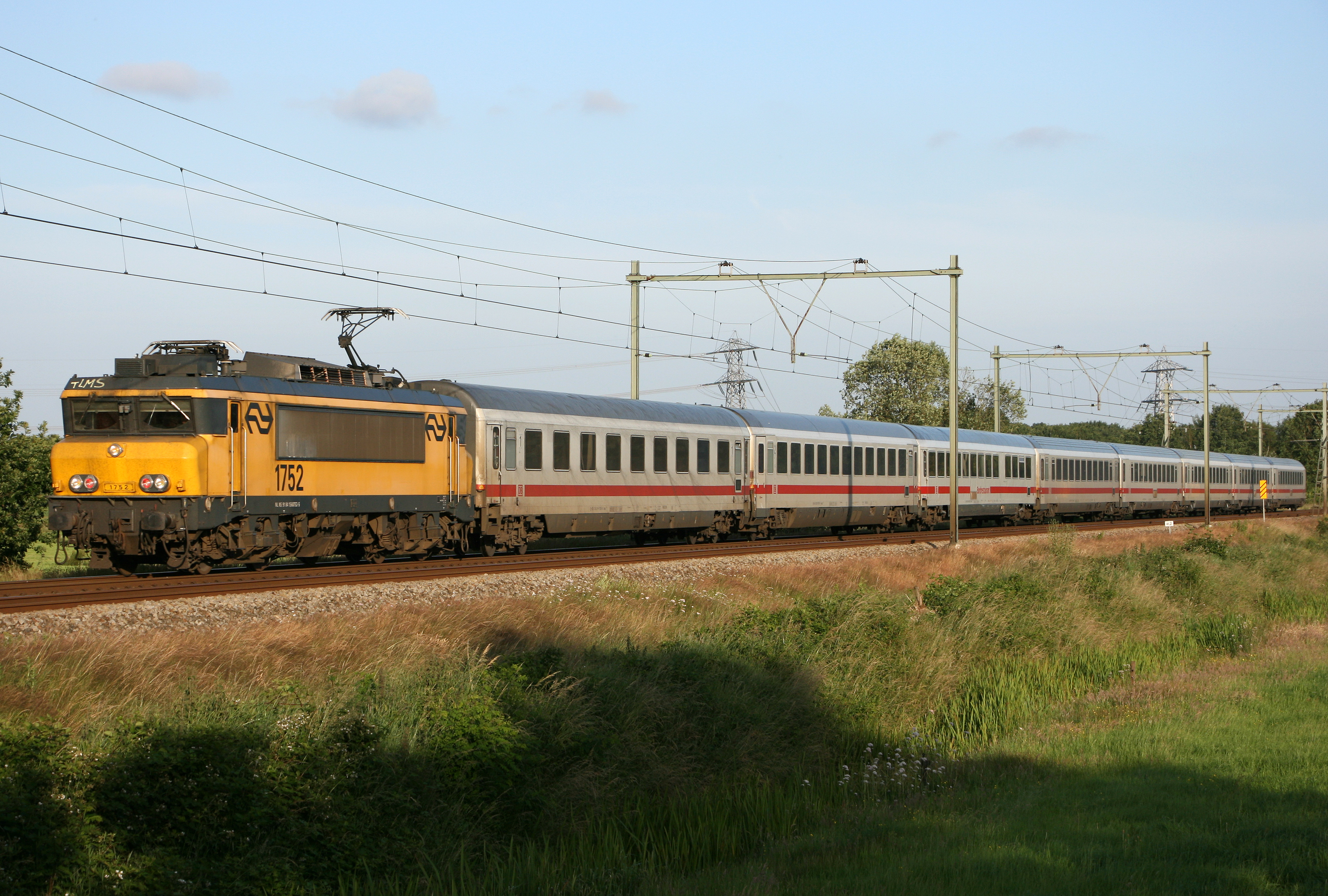
IC Berlijn (IC 142) met 1700-loc nabij Amersfoort.
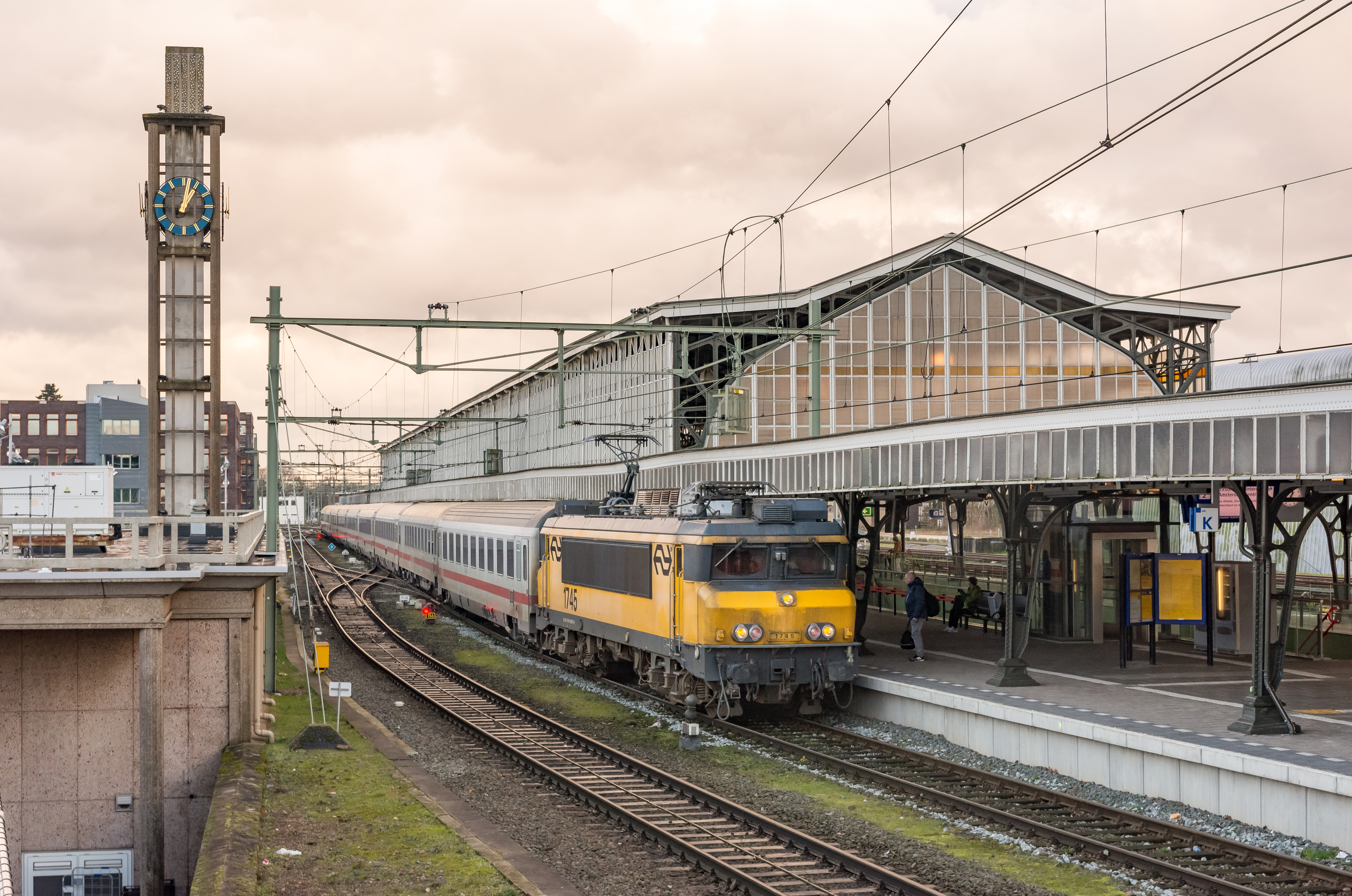
IC Berlijn (IC 148) in Hengelo in 2017.
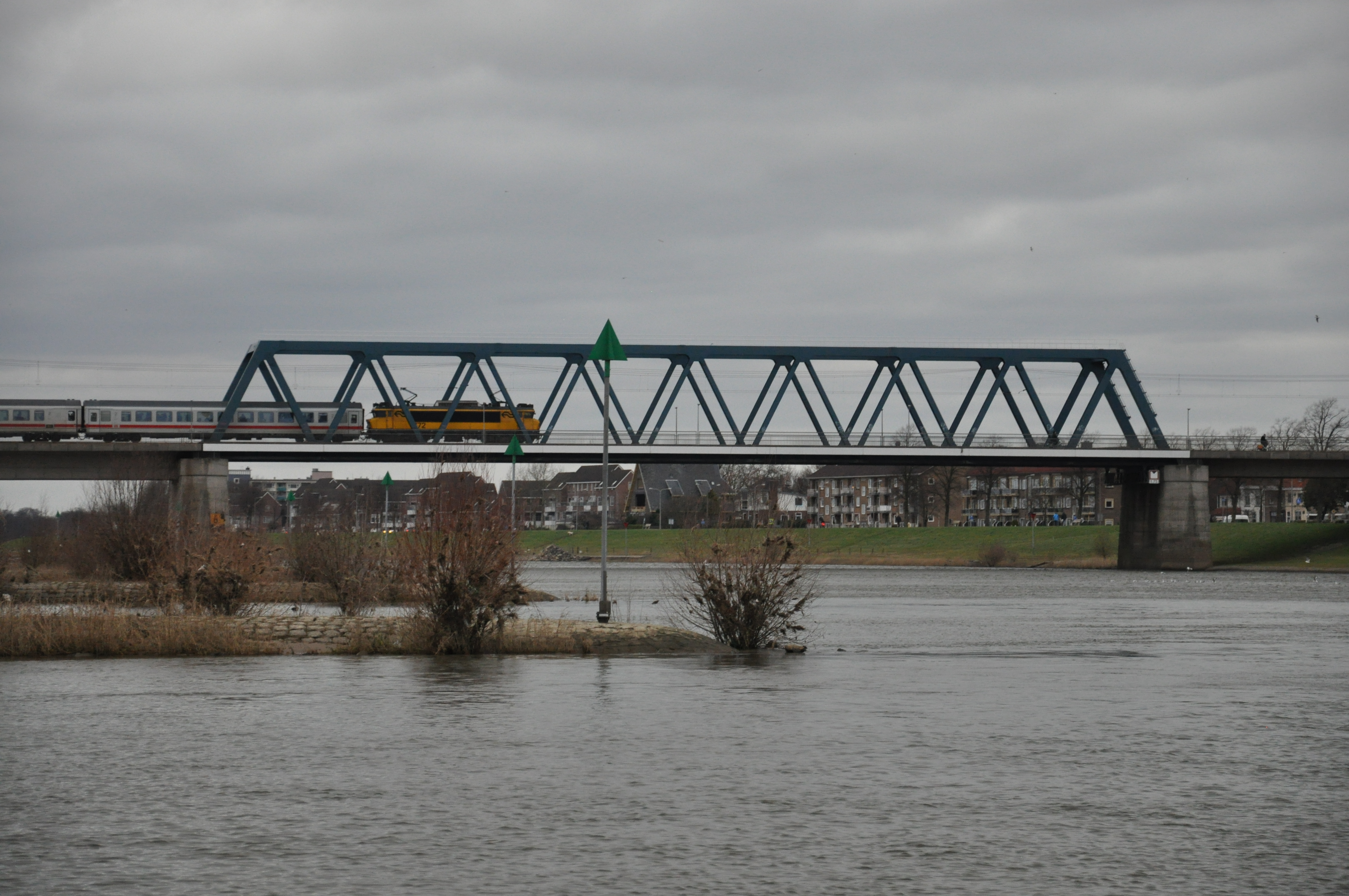
IC Berlijn op de IJsselspoorbrug bij Deventer.
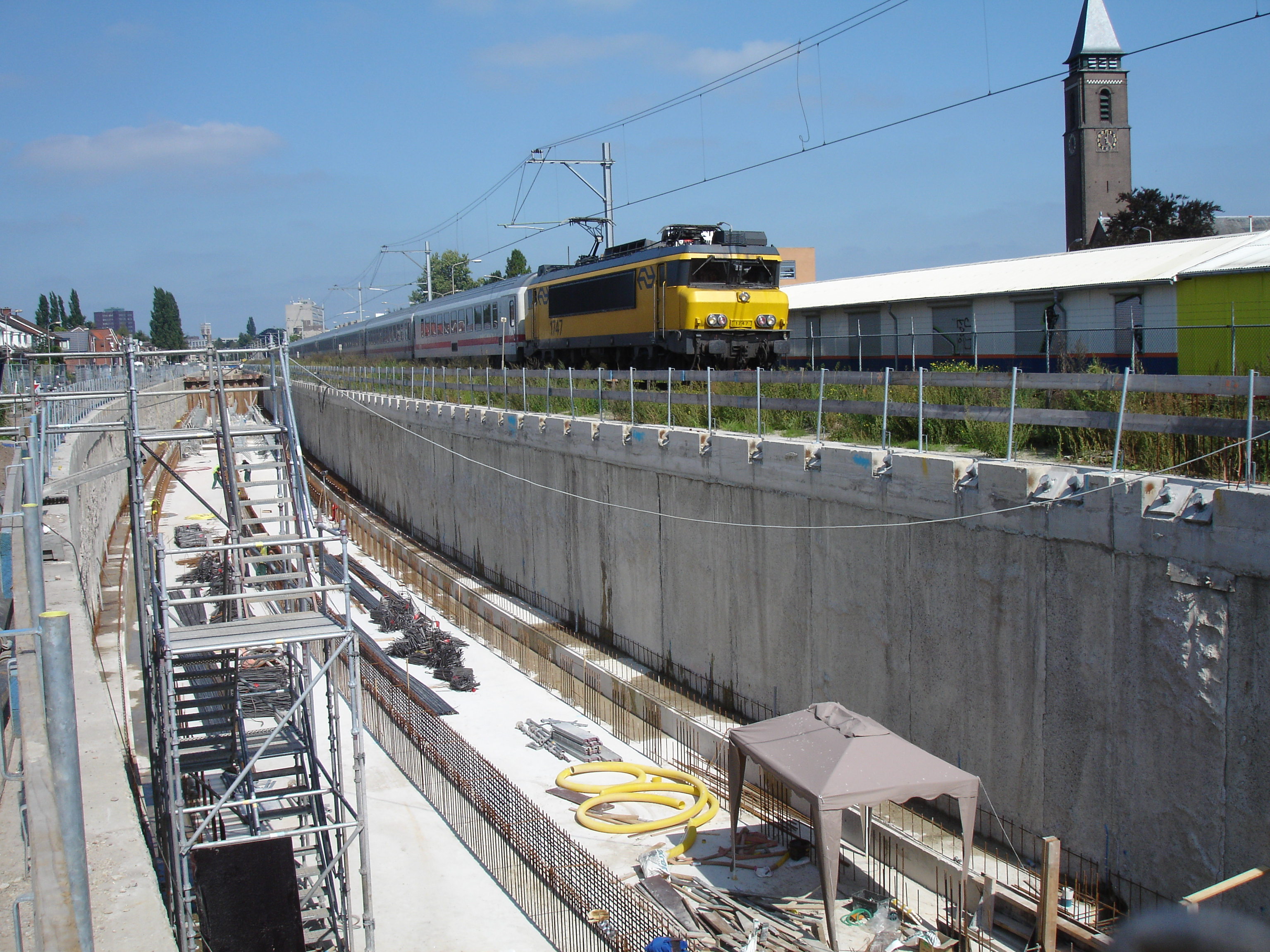
IC Berlijn in Almelo tijdens de aanleg van Almelo Verdiept.
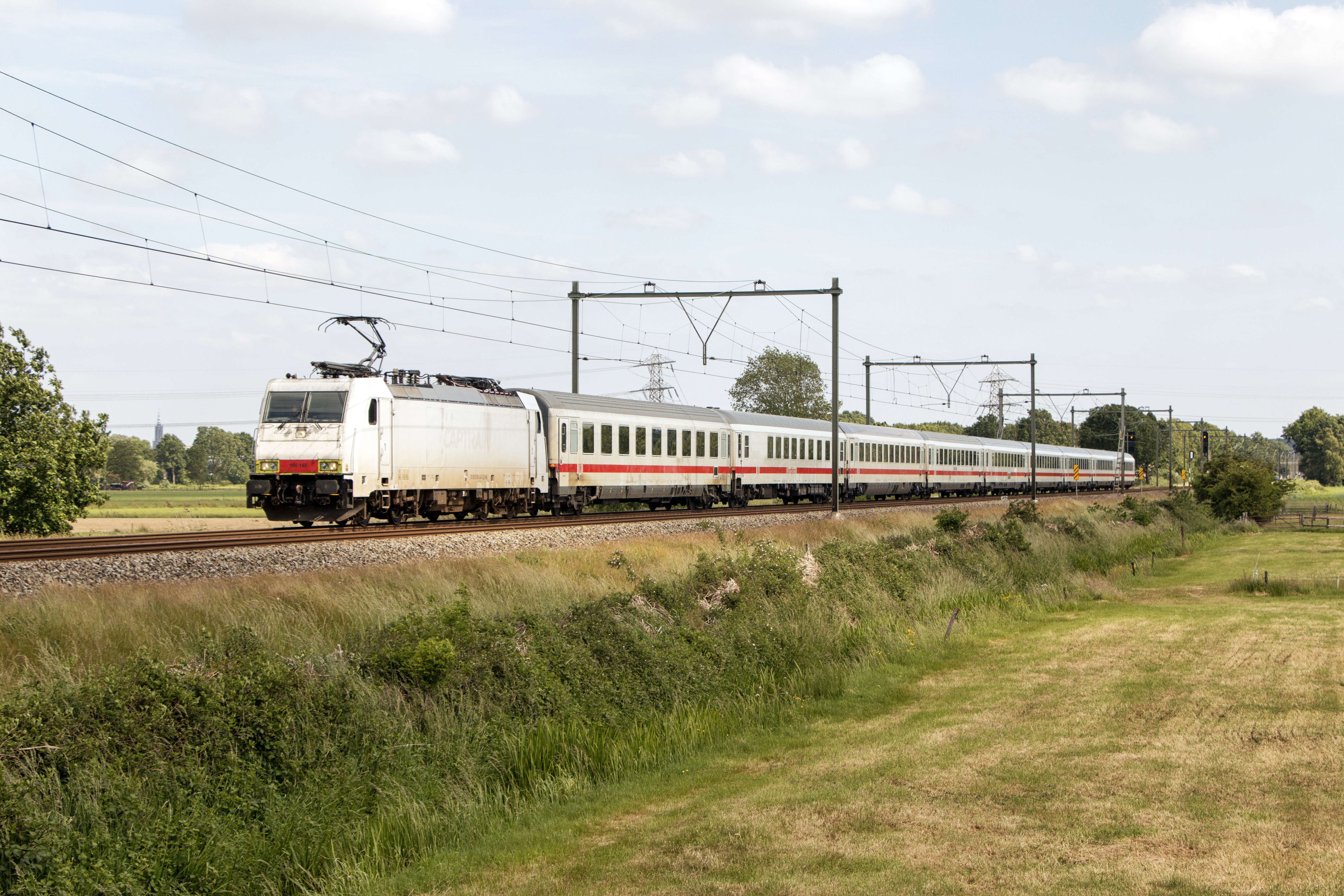
IC Berlijn (IC 146) met Traxx locomotief nabij Amersfoort.
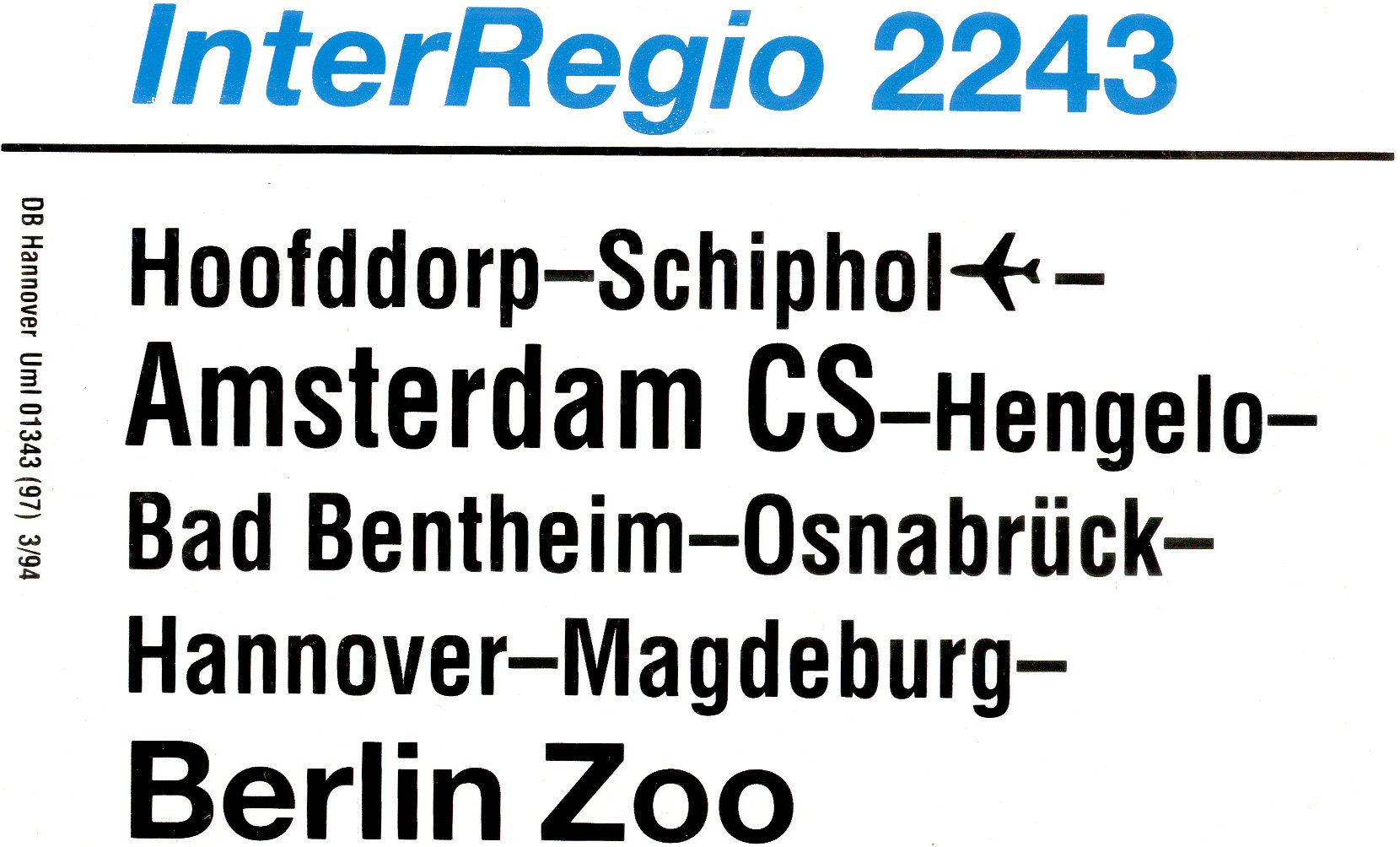
Koersbord voor de voormalige InterRegio 2243 Hoofddorp – Berlin Zoo.
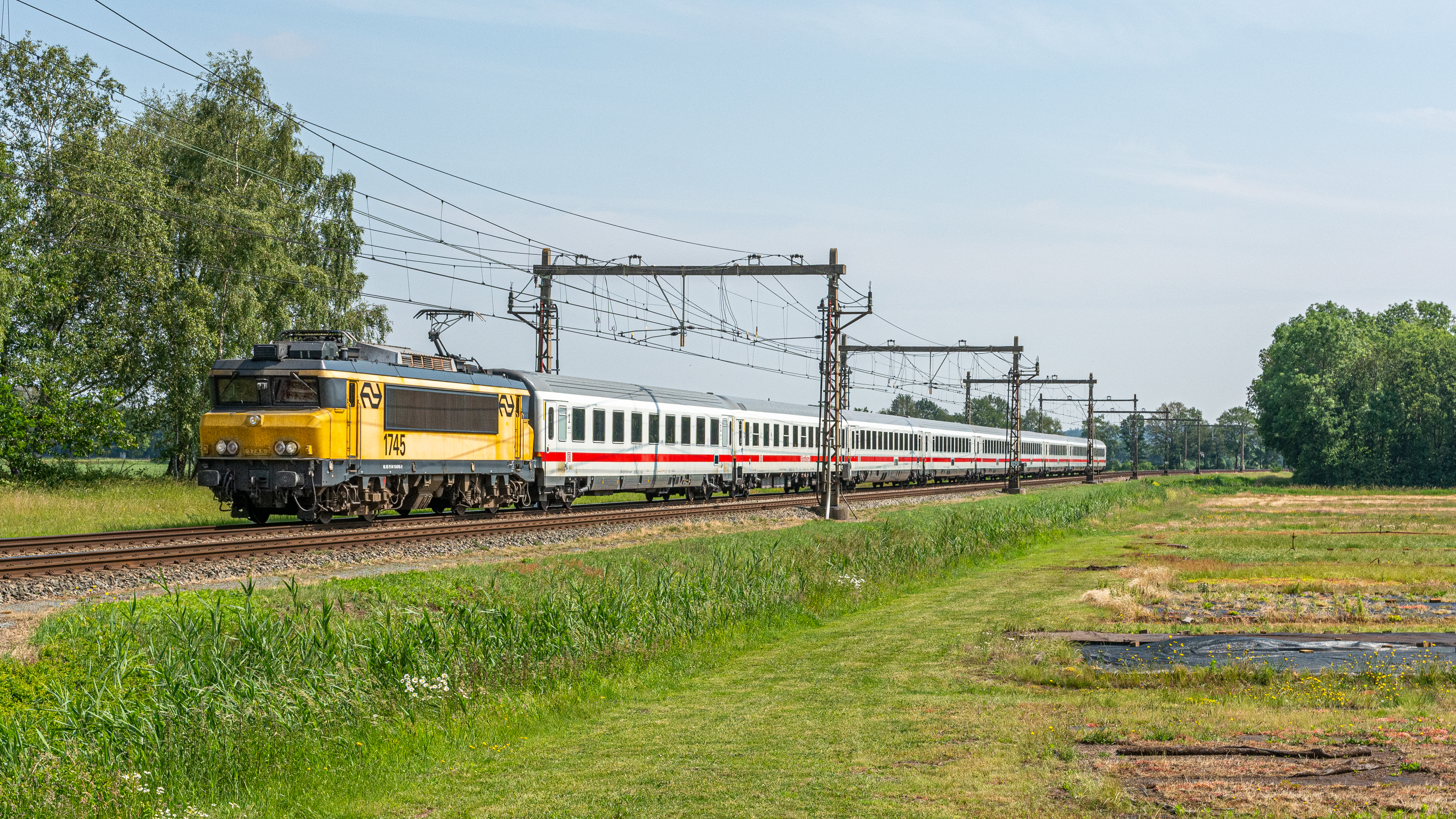
Intercity-rijtuigen DB-BER9-9 (9 rijtuigen), waarvan de eerste twee eerste klas.